# Йеремия Мелнишки
Йеремия (на гръцки: Ιερεμίας) е зограф от Македония, творил в XIX век, представител на Мелнишкото художествено средище.

## Биография
Йеремия е роден в Мелник в XIX век. Познат е по четири икони - всички от 1866 година - от църквата „Свети Димитър“ в Калапот (Панорама) - „Свети Йоан Предтеча“, „Света Богородица Сладколюбеща“, „Христос Вседържител“ и „Свети Димитър“. В същото време в Сярско работи монахът Йеремия, подписал две икони - „Св. св. Виктор, Мина и Викентий“ в църквата „Благовещение Богородично“ в Сяр (1865) и „Свети Илия“ в параклиса „Свети Димитър“ в „Свети Георги Крионеритис“ (1867). Еднаквото време на работа и многото общи мотиви в произведенията им показват може би идентичност на двамата зографи.